# Benjamín Muñoz Gamero
Benjamín Muñoz Gamero (Mendoza, 31 de marzo de 1817 - Magallanes, 3 de diciembre de 1851) fue un militar y político chileno.
Hijo de don Florencio Muñoz y doña Paula Gamero. Ingresó a la Academia Militar en 1834 y en 1838 fue guardiamarina. Actualmente la plaza de armas de la ciudad de Punta Arenas lleva su nombre.

## Carrera militar
Hizo las campañas de la guerra contra la Confederación Perú-Boliviana, donde ascendió a teniente, y fue nombrado comandante del bergatín Janequeo.
En 1842 ascendió a teniente primero y fue a perfeccionarse a Inglaterra en la escuadra inglesa hasta 1844. Escribió un Diccionario Naval que publicó en Valparaíso en 1849.
En 1849, comandó la expedición para "explorar y hacer un reconocimiento geográfico de la zona del lago Llanquihue - Chile hasta el lago Nahuelhuapi - Argentina". En dicha expedición, descubre la localidad lacustre que nombra como Ensenada.
Desempeñó varias misiones en el Estrecho de Magallanes y realizó importantes estudios e investigaciones en las tierras australes.
En 1850 fue promovido a capitán de fragata y en 1851 nombrado Gobernador de la colonia de Magallanes. Publicó un trabajo titulado Clima del Estrecho de Magallanes.

## El Motín de Cambiaso
El 24 de noviembre de 1851 estalló en Punta Arenas el motín militar encabezado por el teniente de artillería Miguel José Cambiaso Tapia. En esa ocasión, Muñoz Gamero fue hecho prisionero.
Se fugó del calabozo en una pequeña embarcación. Vientos contrarios lo arrojaron a las playas de Tierra del Fuego, siendo atacado por los aborígenes y herido de lanza.
Al llegar a Punta Arenas fue hecho prisionero de nuevo y fusilado por Cambiaso. Su cuerpo fue quemado en una pira pública. Su victimario murió fusilado en Valparaíso al año siguiente, ajusticiado por las autoridades civiles del país.
Muñoz Gamero era persona muy ilustrada, sobre todo, tenía un gran conocimiento en idiomas fueguinos y dejó inconcluso un Diccionario Patágonico.